# Gällabjär
Gällabjär este o arie protejată (arie specială de conservare — SAC, sit de importanță comunitară — SCI) din Suedia întinsă pe o suprafață de 126 ha, integral pe uscat.

## Localizare
Centrul sitului Gällabjär este situat la coordonatele 56°00′30″N 13°19′32″E / 56.0083°N 13.3255°E.

## Înființare
Situl Gällabjär a fost declarat sit de importanță comunitară în ianuarie 1997 pentru a proteja un număr necunoscut de specii din flora spontană și fauna sălbatică aflate în arealul zonei. Situl a fost protejat și ca arie specială de conservare în martie 2011.

## Biodiversitate
Situată în ecoregiunea continentală, aria protejată conține 9 habitate naturale: Păduri de stejar sau de stejar și carpen sub-atlantice și medio-europene de Carpinion betuli, Formațiuni ierboase bogate în specii de Nardus, dezvoltate pe substraturi silicioase în zone montane (și în zone submontane, în Europa continentală), Pajiști uscate europene, Păduri de fag Asperulo-Fagetum, Mlaștini turboase de tranziție și turbării mișcătoare, Pășuni din zone de pădure fino-scandinave, Formațiuni de Juniperus communis pe lande sau pajiști calcaroase, Păduri aluvionare cu Alnus glutinosa și Fraxinus excelsior (Alno-Padion, Alnion incanae, Salicion albae), Pajiști cu Molinia pe soluri calcaroase, turboase sau argilos-nămoloase (Molinion caeruleae).
La baza desemnării sitului se află un număr nedeclarat de specii protejate.